# Holdert & Co

poster voor de Wereldtentoonstelling van 1895

Holdert & Co was een Amsterdamse drukkerij.

## Geschiedenis
Holdert & Co werd in 1881 gesticht door Antonius Hendrikus (Anton) Holdert en zijn broer Hendrik Marinus Johannes Holdert (1835-1918). Het bedrijf ontwikkelde zich tot een van de grootste drukkerijen van Amsterdam. De drukkerij zat aanvankelijk op het Rokin 62. Van 1889 tot 1948 zat de drukkerij in Felix Meritis aan de Keizersgracht 324. Holdert & Co kochten het gebouw in mei 1889 voor f 76.000 op een veiling. Hak Holdert, zoon van Anton, was tot 1894 bedrijfsleider in de drukkerij.
In 1907 trad Anton Holdert uit het bedrijf. Het bedrijf werd voortgezet door zijn broer met zijn drie zonen.
In 1932 brak er brand uit in Felix Meritis, waarbij het voorgebouw grotendeels uitbrandde. De binderij op de eerste verdieping van het gebouw had ernstige brand- en waterschade. De zolderverdieping waar voorraad was opgeslagen was geheel verwoest. De kantoren op de begane grond hadden geen brandschade, maar wel blusschade. Het achtergebouw waar zich het technische gedeelte van de drukkerij bevond, bleef behouden.